# Dicranomyia synclera
Dicranomyia synclera är en tvåvingeart som beskrevs av Alexander 1927. Dicranomyia synclera ingår i släktet Dicranomyia och familjen småharkrankar. Inga underarter finns listade i Catalogue of Life.